# زیردریایی کلاس آرگو
زیردریایی کلاس آرگو (به انگلیسی: Argo-class submarine) یک کلاس از زیردریایی است که طول آن ۲۰۷ فوت (۶۳ متر) می‌باشد.